# Peter M. Jolin
Peter M. Jolin je pseudonym české spisovatelky Jany Divišové roz. Mandelíčkové (* 15. srpna 1974 Domažlice). Jana Divišová je autorkou humoristických próz, z nichž nejznámější je řada parodií na knihy o čarodějnickém učedníkovi Harrym Potterovi.

## Původ pseudonymu
- Peter je anglická verze českého Petr, což by podle autorky bylo její jméno, pokud by se narodila jako muž.
- M je zkratka školní přezdívky Monty.
- Jolin je složenina vzniklá z jmen dvou herců skupiny Monty Python – Terryho Jonese a Michaela Palina.

## Dílo
Jana Divišová napsala více než 80 knih. Pod jménem Peter M. Jolin vyšel nejprve humoristický román Deník, který jsem si (radši) nepsal (2002), který je považován za parodii Deníku Bridget Jonesové. V roce 2005 vydal P. M. Jolin první díl parodie na sérii o Harrym Potterovi pod názvem Harry Trottel a kámen MUDr. Tse. Kniha vzbudila značný ohlas u čtenářů. Ještě v roce 2005 vyšel druhý díl Harry Trottel a ta jemná tenata. Na podzim roku 2006 vyšla literární travestie My děti ze stanice Kaiserchrocht, která je sice zasazena do světa Harryho Trottela, ale nejedná se přímo o parodii konkrétní knihy, nýbrž o samostatné autorské dílo. „Oficiální“ třetí díl Harryho Trottela vyšel na sklonku roku 2006 pod názvem Harry Trottel a posel Tálibánu.
Pod jménem Jana Divišová vydala roku 2003 humornou příručku pro novopečené matky Průvodce mateřstvím pro zlobivý holky a roku 2007 své vůbec nejrozsáhlejší dílo, mytický thriller Rubín věčného Žida.
Z dalších děl vydaných pod jiným pseudonymem lze zmínit například literární adaptace seriálů Ordinace v růžové zahradě a Pojišťovna štěstí.